# Opatija Arbroath
Opatija Arbroath (angleško Arbroath Abbey) je opatija, ki se nahaja v škotskem mestu Arbroath. Ustanovil jo je škotski kralj Viljem I. Škotski leta 1178 za skupino tironenzijskih benediktinskih menihov iz Opatije Kelso. Posvečena je bila leta 1197 s posvetilom pokojnemu Thomasu Becketu, ki ga je kralj srečal na angleškem dvoru. Opatija je bila edino, kar je Viljem v življenju ustanovil; pokopali so ga pred oltarjem cerkve leta 1214. 
Zadnji opat je bil kardinal David Beaton, ki je leta 1522 zamenjal svojega strica Jamesa in obenem postal Nadškof St Andrewsa. Za opatijo skrbi Historic Scotland in je odprta za javnost skozi celo leto. Ob vstopu je potrebno plačati vstopnino. Na vrhu ulice High Street v Arbroathu stoji prepoznavni rdeči peščenjak. 

## Zgodovina
Kralj Viljem je opatiji podaril neodvisnost od materinske cerkve in jo radodarno obdaril. Daritve so med drugim obsegale prihodek 24 župnij, zemljo v vsakem svobodnem mestu, itd. Menihom je bilo celo dovoljeno, da so vodili tržnico in zgradili pristanišče. Kralj Ivan Angleški je opatiji dal dovoljenje, da so lahko menihi kupovali in prodajali dobrine kjerkoli v Angliji brez cestnine (razen v Londonu). 
Opatija, ki je bila najbogatejša v celi Škotski, je najbolj slavna po svoji zvezi z Arbroathsko deklaracijo iz leta 1320, ki naj bi jo celo osnoval Opat Bernard, ki je bil pod kraljem Robertom I. celo škotski kancler. V deklaraciji je bilo zapisano, da je Škotska neodvisna in suverena, dotaknili so se tudi uporabe vojaške moči.
Od 1947 se v ostankih opatije, ki je ostala brez strehe, odvija velika zgodovinska predstava na prostem, v kateri se spominjajo podpisa deklaracije. Dogodek vodi lokalna Arbroathska opatijska skupnost za predstave na prostem in izpričuje zgodbo o dogodkih, ki so privedli do podpisa deklaracije. Dogodek se ne odvija vsako leto, zadnjič se je odvil leta 2005, naslednjič pa avgusta 2009. Poseben dogodek, ki prav tako slavi podpis deklaracije, pa se odvija vsako leto 6. aprila. Slednji vključuje ulično procesijo in kratko ulično gledališko predstavo. 
Opatijo so porušili po reformaciji. Od 1590 so kamne iz opatije uporabljali za izgradnjo stavb v mestu Arbroath. Početje se je nadaljevalo vse do 1815, ko so bili sprejeti ukrepi, ki so zaščitili preostale ruševine. 
Na božični dan leta 1950 so iz Westminstrske opatije ukradli Kamen iz Sconea. Manjkajoči kamen so nato 11. aprila 1951 našli ležati na oltarju Arbroathske opatije. 
Leta 2005 so zagnali projekt Opatija Arbroath.  Projekt je ciljal na to, da bi opatija pridobila status Svetovne dediščine kot ikonična znamenitost, ki je bila obenem rojstni kraj enega od najpomembnejših škotskih dokumentov, Arbroathske deklaracije.  Privrženci projekta so bili mnenja, da zgodovinska vloga opatijo postavlja na mesto glavnega kandidata za pridobitev statusa Svetovne dediščine. Škotski poslanec Alex Johnstone je zapisal: "Jasno, Arbroathska deklaracija je literarno delo univerzalnega pomena, ki presega vsakogaršnjo domišljijo."  Leta 2008 je voditelj gibanja, svétnik Jim Millar zagnal javno peticijo v podporo kandidaturi, rekoč: "Mi preprosto prosimo ljudi, predvsem domačine, da bi podpisali podporo projektu, da bi Združeni narodi prepoznali pomen Arbroathske deklaracije in Opatije Arbroath. Nujno potrebujemo za ta namen podpisnike domačine, preprosto ker to zahtevajo Združeni narodi." 

## Arhitektura
Opatijo so gradili čez 60 let in pri gradnji so uporabili rdeči peščenjak. Zgradba daje vtis entone povezane, predvsem zgodnjeangleške, arhitekture, čeprav polkrožna vrata na zahodni strani spominjajo na pozno normansko ali prehodno obdoje. Odprta arkada nad vrati je edinstvena v škotski srednjeveški arhitekturi. Ob bokih mu ji stojita stolpa, okrašena s slepimi arkadami. Mere cerkve, ki je v obliki križa, so: dolžina 84 m (276 ft) in širina 49 m (170 ft). Danes je od cerkve ostala zakristija, ki jo je dodal Opat Paniter v 15. stoletju, južna prečna cerkvena ladja, ki vsebuje največje škotsko šilasto (gotsko) okno, del zbora, prezbiterij, južna polovica glavne ladje, deli zahodnih stolpov in zahodno stopnišče. 
Cerkev je imela prvotno centralni stolp in verjetno koničast vrh. Tega so v takratnih časih videli mnogo kilometrov naokoli in ni dvoma, da so se po njem orientirale ladje na morju. Mehki peščenjak v zidovih sta prvotno ščitila mavec na notranji strani in omet na zunanji strani. Teh premazov že dolgo ni več in večina arhitekturnih podrobnosti je razjedena, kljub temu pa sneti ostanki, najdeni v ruševinah med utrjevanjem, dajejo vtis originalnega oplemenitenega, dokaj neokrašenega, arhitekturnega učinka. 
Prepoznavno okroglo okno visoko nad južno prečno cerkveno ladjo so prvotno ponoči osvetljevali kot svetilnik za pomorščake. Okno je znano kot "Okrogli O" in iz te tradicije so prebivalci Arbroatha pogovorno "Reid Lichties" ("Rdeči lučkarji"). 
Malo je ostalo od samostanskih zgradb opatije, razen impresivnega dvorišča, ki se razteza od jugozahodnega kota cerkve do obrambnega stolpa na High Street, in še vedno celotne Opatove hiše, zgrajene v 13., 15. in 16. stoletjih. Opatova hiša je najbolje ohranjena tovrstna zgradba v celi Škotski. 
Poleti 2001 so za javnost odprli nov center za obiskovalce poleg zahodne strani opatije. V tej opečnati zgradbi iz rdečega peščenjaka s svojo značilno valovito organsko streho, ki jo porašča ostra homulica, se nahajajo eksponati z zgodovino opatije in nekaterimi najbolje ohranjenimi zidanji s kamenjem in ostalimi svetinjami. Zgornje nadstropje prikazuje maketo celotnega kompleksa, računalniško ustvarjeno simulacijo rekonstrukcije cerkve in razgledni balkon z odličnim pogledom na ruševine. Center je leta 2002 osvojil nagrado Angus Design Award. Arheološka preiskava lokacije, kjer se danes nahaja center, je (še pred izgradnjo centra) razkrila temelje srednjeveškega mestnega zidu z vrati, in zidanje iz kamenja med predelavo. Iz tega sledi, da je bilo območje med izgradnjo opatije zidarsko dvorišče. 